# Filip Marković
Filip Marković (Servisch: Филип Марковић) (Čačak, 3 maart 1992) is een Servisch profvoetballer.

## Biografie
Marković speelde in de jeugdreeksen bij FK Partizan. Zijn professioneel debuut maakte hij bij FK Teleoptik. Samen met zijn broer Lazar Marković verhuisde hij in 2013 naar SL Benfica. Zijn broer zou in het eerste elftal terechtkomen. Filip speelde voor Benfica B. Een seizoen later verhuisde hij naar de Spaanse tweedeklasser RCD Mallorca. In 2015 tekende hij bij Royal Excel Moeskroen waar hij 59 competitiewedstrijden speelde en 10 keer tot scoren kwam. In 2017 tekende Marković een tweejarig contract bij RC Lens.

## Statistieken
| Seizoen | Club                  | Land               | Competitie         | Duels | Doelp. |
| ------- | --------------------- | ------------------ | ------------------ | ----- | ------ |
| 2010/11 | FK Teleoptik          | Vlag van Servië    | Prva Liga          | 23    | 4      |
| 2011/12 | FK Teleoptik          | Vlag van Servië    | Prva Liga          | 32    | 3      |
| 2012/13 | FK Teleoptik          | Vlag van Servië    | Prva Liga          | 23    | 5      |
| 2013/14 | Benfica B             | Vlag van Portugal  | Segunda Liga       | 21    | 1      |
| 2014/15 | RCD Mallorca          | Vlag van Spanje    | Segunda División   | 13    | 1      |
| 2015/16 | Royal Excel Moeskroen | Vlag van België    | Jupiler Pro League | 31    | 4      |
| 2016/17 | Royal Excel Moeskroen | Vlag van België    | Jupiler Pro League | 28    | 6      |
| 2017/18 | RC Lens               | Vlag van Frankrijk | Ligue 2            | 21    | 2      |
| Totaal  | Totaal                | Totaal             | Totaal             | 192   | 26     |

## Persoonlijk
Filip heeft één oudere en één jongere broer die ook betaald voetbal spelen, Saša Marković en Lazar Marković.